# Advento
O Advento (do latim Adventus: "chegada", do verbo Advenire: "chegar a") é o primeiro tempo do Ano Litúrgico, o qual antecede o Natal. Para os cristãos, é um tempo de preparação e alegria, de expectativa, onde os fiéis, esperando o Nascimento de Jesus Cristo, vivem o arrependimento e promovem a fraternidade e a paz.  No calendário religioso este tempo corresponde às quatro semanas que antecedem o Natal.

## Origem

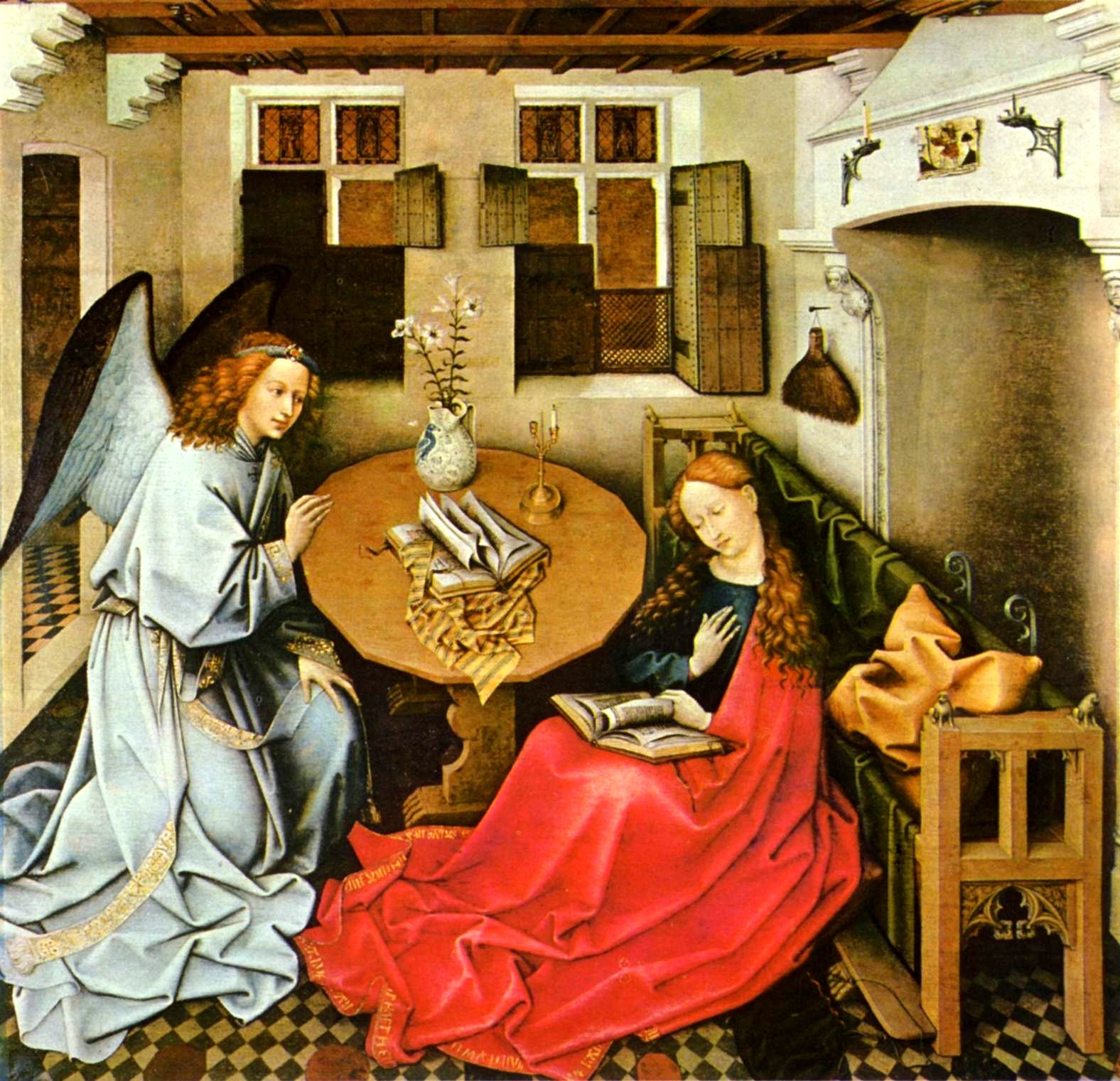
O Arcanjo Gabriel anuncia à Santa Maria que ela conceberá e dará luz a Jesus de Nazaré, Filho do Altíssimo. Arte sacra cristã: Pintura em madeira por Robert Campin, c. 1420-1440, Bruxelas.

A primeira referência ao "Tempo do Advento" é encontrada na Península Ibérica, quando no ano 380, o Sínodo de Saragoça prescreveu uma preparação de três semanas para a Epifania, data em que, antigamente, também se celebrava o Natal. Na Gália, Perpétuo, bispo de Tours, instituiu setenta semanas de preparação para o Natal e, em Roma, o Sacramentário Gelasiano cita o Advento no fim do século V.
Há relatos de que o Advento começou a ser observado entre os séculos IV e VII em vários lugares do mundo, como preparação para a festa do Natal. 
No final do século IV, na Gália (atual França) e na Península Ibérica (atualmente Portugal e Espanha), tinha caráter ascético com jejum, abstinência e duração de 6 semanas como na Quaresma (quaresma de S. Martinho). Este caráter ascético para a preparação do Natal se devia à preparação dos catecumenos para o batismo na festa da Epifania.
Somente no final do século VII, em Roma, é acrescentado o aspecto escatológico do Advento, recordando a segunda vinda do Senhor, passando a ser celebrado durante 5 domingos.
Surgido na Igreja Católica, este tempo passou também para as igrejas reformadas, em particular a Anglicana, a Luterana, Metodista e a Batista dentre várias outras.  A igreja Ortodoxa tem um período de quarenta dias de jejum como preparação para o Natal.

## O tempo do advento e suas características
O tempo do Advento é para toda a Igreja, momento de forte mergulho na liturgia e na mística cristã. É tempo de espera e esperança, de estarmos atentos e vigilantes, preparando-nos alegremente para a vinda do Senhor, como uma noiva que se enfeita, se prepara para a chegada de seu noivo, seu amado.
O Advento começa exatamente quatro domingos antes do Natal e vai até as primeiras vésperas do Natal de Jesus.
Esse tempo possui duas características: Nas duas primeiras semanas, a nossa expectativa se volta para a segunda vinda definitiva e gloriosa de Jesus Cristo, Salvador e Senhor da história, no final dos tempos. 
As duas últimas semanas, dos dias 17 a 24 de Dezembro, visam em especial, a preparação para a celebração do Natal, a primeira vinda de Jesus entre nós. Por isto, o Tempo do Advento é um tempo de piedosa e alegre expectativa. Uma das expressões desta alegria é o canto das chamadas "Antífonas do Ó".
O início do advento é conhecido tradicionalmente como o dia "certo" para montar a árvore de natal.

## Como o Advento é Celebrado?
Cada família e cada comunidade cristã podem celebrar o Advento de maneira diferente, mas existem elementos comuns que são tradicionais em diversas igrejas:
- Coroa do Advento: Uma coroa feita de ramos verdes é decorada com quatro velas, que são acesas a cada domingo do Advento. As velas representam a luz de Cristo que vem para iluminar as trevas do mundo.
- Orações e Leituras Bíblicas: Durante o Advento, muitas famílias e comunidades fazem orações diárias e leituras bíblicas que preparam os fiéis para a celebração do Natal.
- Calendário do Advento: O calendário do Advento é uma maneira lúdica de acompanhar os dias até o Natal, onde cada dia pode trazer uma mensagem, uma oração ou até mesmo um presente simbólico para refletir sobre o espírito do Natal.

## Simbolismo das Velas – Quando começa o Advento
Durante o Advento, é comum o uso da coroa com quatro velas, cada uma representando um domingo. Três velas são roxas, simbolizando a penitência e a preparação, enquanto a quarta é rosa, representando a alegria do “Domingo Gaudete”. Em alguns casos, uma quinta vela é colocada no centro da coroa e acesa no Natal, simbolizando a chegada de Jesus, a luz do mundo.

## Teologia do advento
O Advento recorda a dimensão histórica da salvação, evidencia a dimensão escatológica do mistério cristão e nos insere no caráter missionário da vinda de Cristo. 
Ao serem aprofundados os textos litúrgicos desse tempo, constata-se na história da humanidade o mistério da vinda do Senhor, Jesus, que de fato se encarna e se torna presença salvífica na história, confirmando a promessa e a aliança feita ao povo de Israel. Deus que, ao se fazer carne, plenifica o tempo (Gl 4,4) e torna próximo o Reino (Mc 1,15). 
O Advento recorda também o Deus da Revelação. Aquele que é, que era e que vem (Ap 1, 4-8), que está sempre realizando a salvação mas cuja consumação se cumprirá no "dia do Senhor", no final dos tempos. 
O caráter missionário do Advento manifesta-se na igreja católica pelo anúncio do Reino e a sua acolhida pelo coração do homem até a manifestação gloriosa de Cristo. As figuras de João Batista e Maria são exemplos concretos da vida missionária de cada cristão, quer preparando o caminho do Senhor, quer levando o Cristo ao irmão para o santificar. Não se pode esquecer que toda a humanidade e a criação vivem em clima de advento, de ansiosa espera da manifestação cada vez mais visível do Reino de Deus.
A celebração do Advento é, portanto, um meio precioso e indispensável para nos ensinar sobre o mistério da salvação e assim termos a Jesus como referência e fundamento, dispondo-nos a "perder" a vida em favor do anúncio e instalação do Reino.

## Espiritualidade do advento
A liturgia do Advento nos impulsiona a reviver alguns dos valores essenciais cristãos, como a alegria expectante e vigilante, a esperança, a pobreza, a conversão.
Deus é fiel a suas promessas: o Salvador virá; daí a alegre expectativa, que deve nesse tempo, não só ser lembrada, mas vivida, pois aquilo que se espera acontecerá com certeza. Portanto, não se está diante de algo irreal, fictício, passado, mas diante de uma realidade concreta e atual. A esperança da Igreja é a esperança de Israel já realizada em Cristo mas que só se consumará definitivamente na parusia (volta) do Senhor. Por isso, o brado da Igreja característico nesse tempo é "Marana tha"! Vem Senhor Jesus!
O tempo do Advento é tempo de esperança porque Cristo é a nossa esperança (I Tm 1, 1); esperança na renovação de todas as coisas, na libertação das nossas misérias, pecados, fraquezas, na vida eterna, esperança que nos forma na paciência diante das dificuldades e tribulações da vida, diante das perseguições, etc.
O Advento também é tempo propício à conversão. Sem um retorno de todo o ser a Cristo, não há como viver a alegria e a esperança na expectativa da Sua vinda. É necessário que "preparemos o caminho do Senhor" nas nossas próprias vidas, lutando incessantemente contra o pecado, através de uma maior disposição para a oração e mergulho na Palavra.
No Advento, precisamos nos questionar e aprofundar a vivência da pobreza. Não pobreza econômica, mas principalmente aquela que leva a confiar, se abandonar e depender inteiramente de Deus e não dos bens terrenos. Pobreza que tem n'Ele a única riqueza, a única esperança e que conduz à verdadeira humildade, mansidão e posse do Reino.

## As figuras do advento

### Isaías
Isaías é o profeta que, durante os tempos difíceis do exílio do povo eleito, levava a consolação e a esperança. Na segunda parte do seu livro, dos capítulos 40 - 55 (Livro da Consolação), anuncia a libertação, fala de um novo e glorioso êxodo e da criação de uma nova Jerusalém, reanimando assim os exilados.
As principais passagens deste livro são proclamadas durante o tempo do Advento num anúncio perene de esperança para os homens de todos os tempos.
Ele que no capítulo 7 do seu livro já anuncia a vinda do Senhor

### João Batista
É o último dos profetas e segundo o próprio Jesus, "mais que um profeta", "o maior entre os que nasceram de mulher", o mensageiro que veio diante d'Ele a fim de lhe preparar o caminho, anunciando a sua vinda (Lc 7, 26 - 28), pregando aos povos a conversão, pelo conhecimento da salvação e perdão dos pecados (Lc 1, 76s).
A figura de João Batista ao ser o precursor do Senhor e aponta como presença já estabelecida no meio do povo, encarna todo o espírito do Advento. Por isso ele ocupa um grande espaço na liturgia desse tempo, em especial no segundo e no terceiro domingo.
João Batista é o modelo dos que são consagrados a Deus e que, no mundo de hoje, são chamados a também ser profetas e profetisas do reino, vozes no deserto e caminho que sinaliza para o Senhor, permitindo, na própria vida, o crescimento de Jesus e a diminuição de si mesmo, levando, por sua vez os homens a despertar do torpor do pecado.

### São José

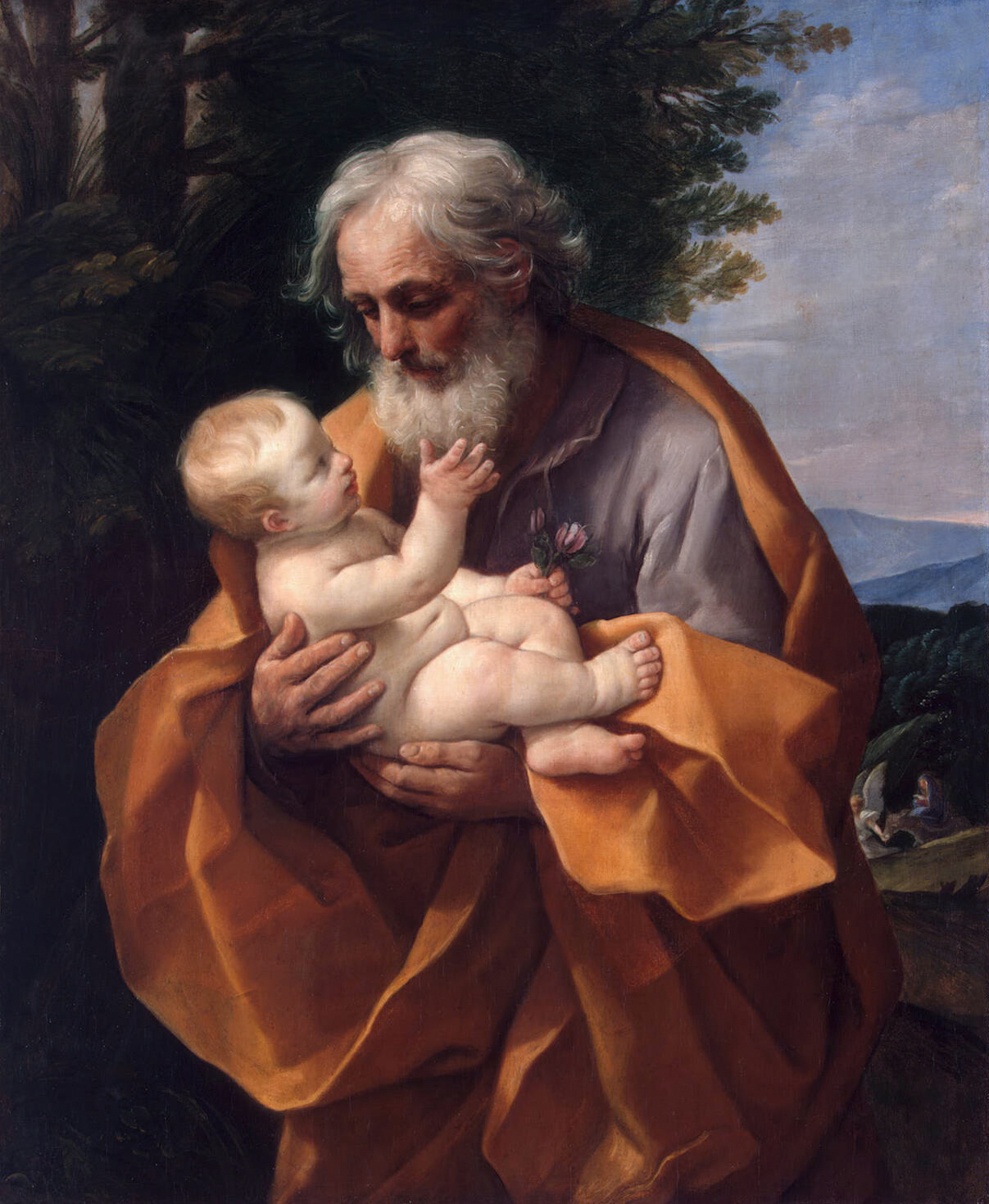
São José com Jesus Cristo nos seus braços.

Nos textos bíblicos do Advento, se destaca São José, esposo da Virgem Maria, como o homem justo e humilde que aceita a missão de ser o pai adotivo de Jesus. Ao ser da descendência de Davi e pai legal de Jesus, José tem um lugar especial na encarnação, permitindo que se cumpra em Jesus o título messiânico de "Filho de Davi".
São José foi um homem justo por causa de sua fé, e assim se tornou modelo de fé dos que querem entrar em perfeito diálogo e comunhão com Deus.

## A celebração do Advento
O Advento deve ser celebrado com sobriedade e com discreta alegria. Não se canta o Glória, para que na festa do Natal, nos unamos aos anjos e entoemos este hino como algo novo, dando glória a Deus pela salvação que realiza no meio de nós. Pelo mesmo motivo, o diretório litúrgico da CNBB orienta que flores e instrumentos sejam usados com moderação, para que não seja antecipada a plena alegria do Natal de Jesus.
Os paramentos litúrgicos (casula, estola, dalmática, pluvial, cíngulo, etc) são de cor roxa, bem como o véu que recobre o ambão, a bolsa do corporal e o véu do cálice; como sinal de recolhimento e conversão em preparação para a festa do Natal. A única exceção é o terceiro domingo do Advento, Domingo Gaudete ou da Alegria, cuja cor tradicionalmente usada é a rósea, em substituição ao roxo, para revelar a alegria da vinda do Salvador que está bem próxima. Também os altares são ornados com rosas cor-de-rosa. O nome de Domingo Gaudete refere-se à primeira palavra do intróito deste dia, que é tirado da segunda leitura que diz: "Alegrai-vos sempre no Senhor. Repito, alegrai-vos, pois o Senhor está perto"(Fl 4, 4). Também é chamado "Domingo mediano", por marcar a metade do Tempo do Advento, tendo analogia com o quarto domingo do Tempo da Quaresma, chamado Laetare.
No dia do início do Advento são montados o Presépio, a Árvore de Natal e a Coroa do Advento. Tradicionalmente este é o dia correto para montagem do Presépio e da Árvore de Natal, apesar de o dia de montar as decorações natalinas variar em alguns países.

## Símbolos do Advento
Vários símbolos do Advento nos ajudam a mergulhar no mistério da encarnação e a vivenciar melhor este tempo. Entre eles há a coroa ou grinalda do Advento. Ela é feita de galhos sempre verdes entrelaçados, formando um círculo, no qual são colocadas 4 grandes velas representando as 4 semanas do Advento. A coroa pode ser, colocada ao lado do altar ou em qualquer outro lugar visível. A cada domingo uma vela é acesa; no 1° domingo uma, no segundo duas e assim por diante até serem acesas as 4 velas no 4° domingo. A luz nascente indica a proximidade do Natal, quando Cristo Salvador e Luz do Mundo, brilhará para toda a humanidade, e representa também, nossa fé e nossa alegria pelo Deus que vem. A cor roxa das velas nos convida a purificar nossos corações em preparação para acolher o Cristo que vem. A vela de cor rosa, nos chama a alegria, pois o Senhor está próximo. Os detalhes dourados prefiguram a glória do Reino que virá.

### A coroa de advento

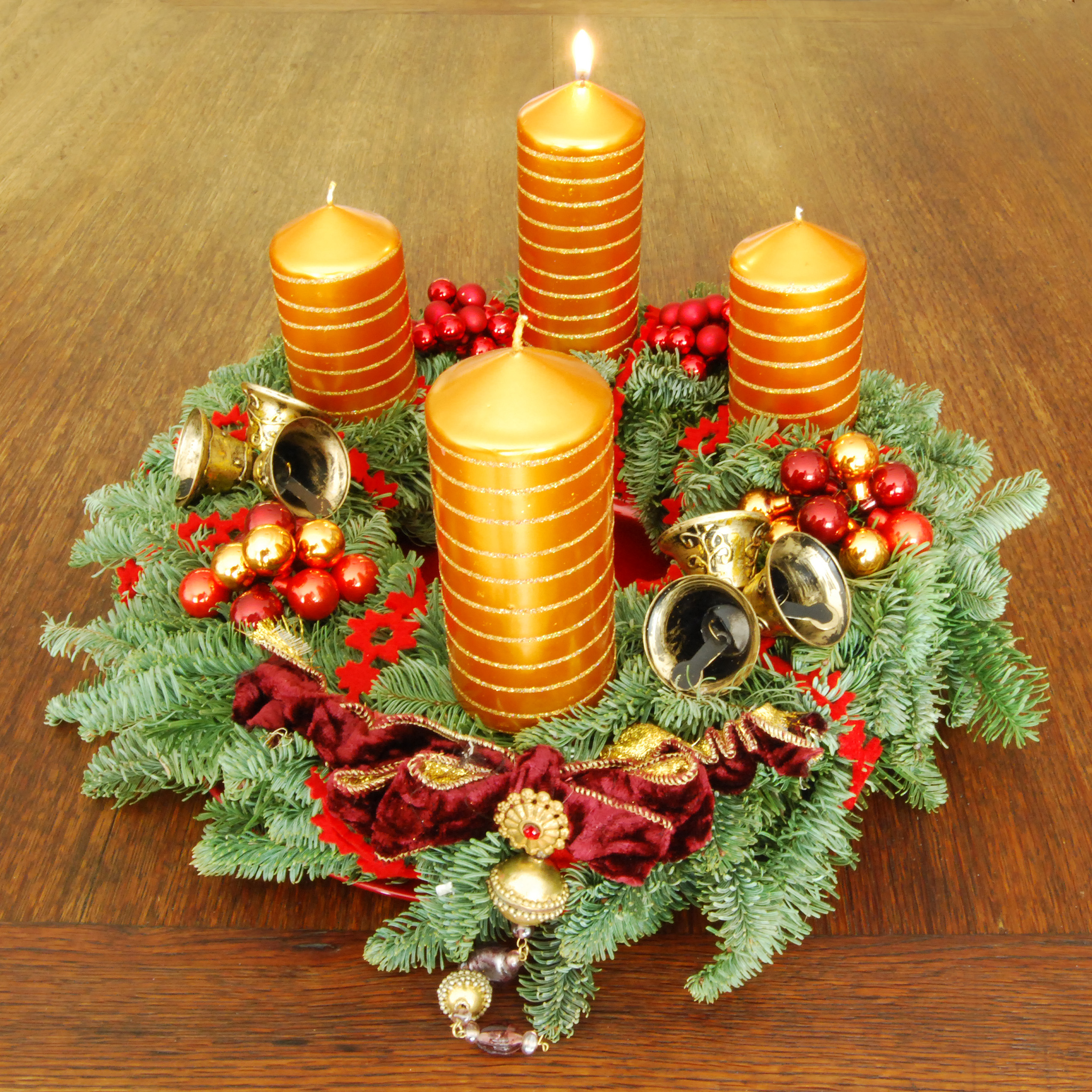
A tradicional Coroa do Advento.

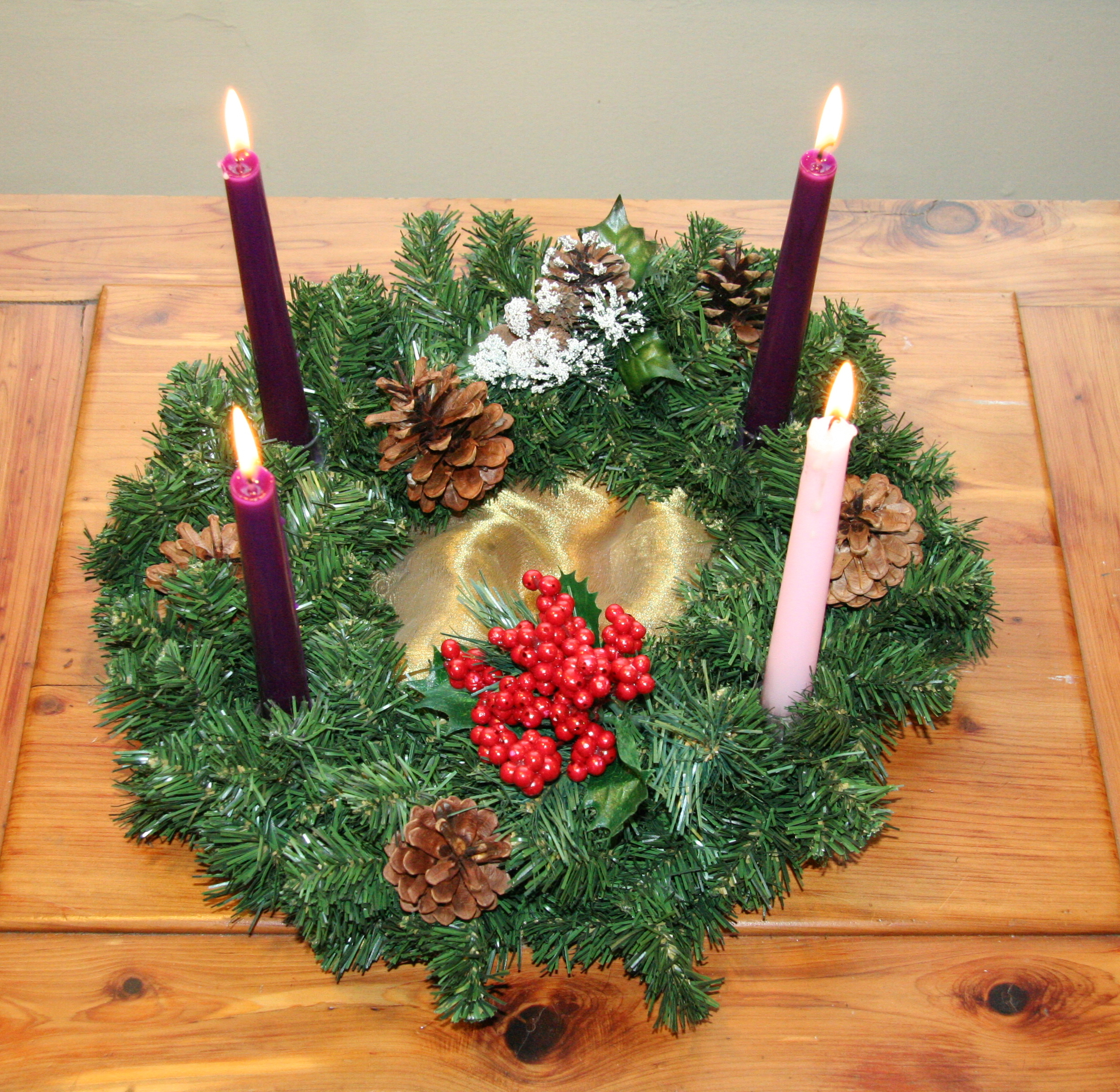
A Coroa do Advento é decorada em função da devoção de cada pessoa.

A coroa está formada por uma grande quantidade de símbolos:

#### Aforma circular
O círculo não tem princípio, nem fim. É sinal do amor de Deus que é eterno, sem princípio e nem fim, e também do nosso amor a Deus e ao próximo que nunca deve terminar. Além disso, o círculo dá uma ideia de “elo”, de união entre Deus e as pessoas, como uma grande “Aliança”.

#### As ramas verdes
Verde é a cor da esperança e da vida. Deus quer que esperemos a sua graça, o seu perdão misericordioso e a glória da vida eterna no final de nossa vida. Bênçãos que nos foram derramadas pelo Senhor Jesus, em sua primeira vinda entre nós, e que agora, com esperança renovada, aguardamos a sua consumação, na sua segunda e definitiva volta. O ramos dos pinheiros permanecem verdes apesar dos rigorosos invernos, assim como os cristãos devem manter fé e a esperança apesar das tribulações da vida.

#### A fita vermelha
A fita e o laço vermelho que envolvem a grinalda simbolizam o Amor de Deus ou o próprio Espírito Santo a embalar toda criação que é remida com a chegada de Jesus.

#### As bolas
As bolas simbolizam os frutos do Espírito Santo que brotam no coração de cada cristão.

#### As quatro velas
As quatro velas da coroa simbolizam, cada uma delas, uma das quatro semanas do Advento. No início, vemos nossa coroa sem luz e sem brilho. Nos recorda a experiência de escuridão do pecado. A medida em que se vai aproximando o Natal, vamos ao passo das semanas do Advento, acendendo uma a uma as quatro velas representando assim a chegada, em meio de nós, do Senhor Jesus, luz do mundo, quem dissipa toda escuridão, trazendo aos nossos corações a reconciliação tão esperada. A primeira vela lembra o perdão concedido a Adão e Eva. A segunda simboliza a fé de Abraão e dos outros Patriarcas, a quem foi anunciada a Terra Prometida. A terceira lembra a alegria do rei Davi que recebeu de Deus a promessa de uma aliança eterna. A quarta recorda os Profetas que anunciaram a chegada do Salvador.
O mais adequado é que todas as velas da coroa do Advento sejam roxas, com exceção de uma que pode ser rosa para lembrar o Domingo Gaudete.
Neste ponto, temos que fazer uma cuidadosa distinção: as velas roxas são usadas na coroa do Advento, mas não fazem parte das velas para celebração do Santo Sacrifício da Missa, uma vez que a coroa do Advento surgiu da piedade popular. O segundo ponto é que as velas para a celebração da Missa não seguem a cor usada pelo celebrante. Portanto, é errado usarmos velas verdes durante o tempo Comum, ou vermelhas no Domingo de Ramos. As velas, como nos orientam os documentos da Igreja, devem ser de cera amarela ou de parafina branca, independente da cor litúrgica do dia. Somente o sacerdote manifesta a cor litúrgica do dia. Outra razão para não serem usadas as velas coloridas é que todos os símbolos da liturgia devem ser naturais, assim como a água, o vinho e etc.